# Интензитетом модулисана радиотерапија
Интензитетом модулисана радиотерапија  (ИМРТ) модерна је и високо прецизна техника зрачења у телерадиотерапији, у којој се јонизујуће зрачење неуједначеног профила испоручује у циљно подручје лечења.  Применом ове технике тумор је озрачен прецизније, боље и ефикасније и ако је примена терапијске дозе на циљни волумен лимитирано радиосензитивношћу органа од ризика у непосредној близини тумора. Ово омогућавају програмирани софтвери за инверзно планирање и компјутерски контролисана модулација мегаволтних (МВ) рендгенских зрака са статичким или динамичким вишелисним колиматорским системом (енг.. Multileaf collimator - MLC)..

## Намена
Циљ радиотерапије са модулацијом интензитета је да побољша усклађеност и нагло смањи дозу зрачења на ивици мете. Побољшање усаглашености значи да је тродимензионални (3Д) облик мете боље ухваћен ИМРТ планом зрачења , чак и оних неправилнијих или конкавних облика.
ИМРТ омогућава такозвану ескалацију дозе, односно повећање дозе до циљне запремине уз мању вероватноћу оштећења околног здравог ткива и органа. Сходно томе, ово доводи до побољшане локалне контроле тумора и веће стопе преживљавања.

## Принцип рада
Интензитетом модулисана радиотерапија се заснива се на примени више зрачних снопова/поља (сегменти). Током сваке фракције зрачења, на основу параметара плана за ИМРТ , компјутерски контролисаним померањем ламела MLC, облик зрачног поља се више пута сукцесивно или континуирано динамички мења. На овај начин се унутар основног (фиксног) зрачног поља дефинишу димензије и облик за већи број сегментних поља, а преко сваког од њих се на део циљног волумена испоручује различита доза зрачења. Применом ИМРТ се дистрибуција терапијске дозе са високим нивоом хомогености максимално прилагођава облику тумора, што омогућава максималну поштеду органа од ризика.

## Врсте терапије
Унутар основног (фиксног) зрачног поља секвенцијално се смењује више статичних комбинација положаја ламела вишелисниог колиматорског система, на основу чега се дефинише више сегментних поља  преко којих се апликује одговарајући део укупне дозе за једну фракцију зрачења. Акцелератор се после сваке секвенце зрачења ресетује уз репозиционирање MLC-а за ново обликовано сегментно поље.

### Динамична IMRT техника
Код ове технике вишелисни колиматорски системи се континуирано померају  (клизе) док акцелератор зрачи кроз све сегменте унутар основног зрачног поља, које се кретањем ламела динамично мења по величини и облику, па изгледа као клизајући прозор. Преко сваког динамичког сегмента зрачног поља се на циљни волумен апликује различита вредност мониторских јединица или доза по динамичном сегментном пољу.

### Томотерапија
IMRT се изводи помоћу уређаја за томотерапију, који обједињује CT апарат и модификовани Линак који спирално ротира око пацијента, емитујући лепезасто обликован зрачни сноп, чија се геометрија моделира помоћу динамичког кретања ламела специјално конструисаног вишелисног колиматорског система.

## Предности ИМРТ
На основу стеченог искуства у раду са ИМРТ закључено је да се применом ове методе радиотерапије првенствено пружа већи комфор пацијенту, у смислу:
- побољшања квалитета живота,
- смањења раних и касних компликација,
- побољшања ефекта радиотерапије
- умањење токсичности зрачења услед смањења озраченог волумена.